# Provincia de Santiago del Estero
Santiago del Estero, en el texto de la Constitución provincial: Provincia de Santiago del Estero, y llamada comúnmente como Santiago es una de las veintitrés provincias que integran la República Argentina. A su vez, es uno de los veinticuatro estados autogobernados o jurisdicciones de primer orden que conforman el país, y uno de los veinticuatro distritos electorales legislativos nacionales. Su capital y ciudad más poblada es la homónima Santiago del Estero. Está ubicada al norte del país, en la región del Norte Grande Argentino, limitando al norte con Salta y Chaco, al este nuevamente con Chaco y Santa Fe, al sur con Córdoba y al oeste con Catamarca y Tucumán.
La provincia cuenta con una población de 1 054 028 habitantes, distribuida en una superficie de 136 351 km². Políticamente está dividida en 27 departamentos.

## Historia

### Período precolombino
Antes de la conquista española iniciada en 1536, este territorio estaba habitado principalmente por la etnia de los tonocotés, llamados juríes por los primeros conquistadores. Los tonocotés practicaban la agricultura y el tejido y desarrollaron una avanzada alfarería y un tallado de piedra muy elaborado. Su principal territorio de cultivo era una depresión, paralela al río Dulce, que regaban por inundación.
Al norte y al oeste de los juríes se asentaban los lules, con una cultura material bastante semejante a la de los tonocotés, aunque con mayores influjos andinos; al este los vilelas y mocovíes, y al sur los sanavirones. Por el noreste incursionaban –con graves conflictos interétnicos– los wichís y los tobas de la parcialidad llamada antiguamente «macomita»

### La conquista española
En 1542 Diego de Rojas recibió la orden de acometer la entrada al Tucumán, efectuando este capitán y sus hombres una gran hazaña al conquistar un medio desconocido y hostil y penetrar por primera vez al noroeste argentino. Rojas intentó la fundación de una primera ciudad española al fundar Medellín del Soconcho. Sin embargo no tuvo éxito y prosiguió su avance hacia el sur, siendo muerto en un lugar cercano a los actuales límites de la provincia de Santiago del Estero con la de Córdoba.
Desde la creación del Virreinato del Perú por real cédula del 1 de marzo de 1543, la Gobernación del Tucumán quedó integrada en él, incluyendo el territorio de Santiago del Estero.
El 19 de junio de 1549 el capitán Juan Núñez de Prado, encomendado por el gobernador licenciado La Gasca, emprendió la misión de fundar un pueblo en las recientes conquistadas tierras, con el objeto de preservar el camino a Chile y descubrir in situ las posibilidades de una ruta hacia el Río de la Plata. También se proponía propagar el catolicismo en los nativos. Núñez partió de Potosí a fines de 1549 y levantó una primera ciudad en 1550 llamada El Barco —en homenaje al presidente La Gasca, nacido en Barco de Ávila, España— en el lugar que luego se elevaría Cañete (1560) y San Miguel del Tucumán (1565). Si bien esta primera Barco estaba situada fuera de los límites atribuidos a jurisdicción chilena, el 10 de noviembre de 1550 se produjo un enfrentamiento entre Núñez del Prado y el conquistador proveniente de Chile Francisco de Villagra. El sometimiento de Núñez del Prado por Villagra fue un tácito reconocimiento de la autoridad chilena en esa región, por lo que Núñez, una vez retirado Villagra, trasladó la originaria Barco a las cercanías de la confluencia de los ríos Amblailla y San Carlos, en la actual Provincia de Salta, fundando en junio de 1551, Barco II.
Esta vez hostigado por las tribus diaguitas, y temeroso de nuevos ataques chilenos, en junio de 1552 despobló Barco II y estableció la ciudad de Barco III, a media legua al sur de lo que hoy es la actual capital de Santiago del Estero, la ciudad de origen europeo más antigua existente en el actual territorio argentino.
En Chile, al enterarse Pedro de Valdivia del conflicto entre Villagra y Núñez, y de la mudanza de la ciudad, nombró a Francisco de Aguirre para mandar en Barco. El ideal de Valdivia y Aguirre era el de unir en una sola gobernación la tierra existente entre el océano Atlántico y el océano Pacífico, cuestión que se extralimitaba a la autoridad conferida por La Gasca a Valdivia. No obstante, Aguirre con unos 70 hombres, cruzó la región del Tucumán y saliéndose de su distrito, el 20 de mayo de 1553 expulsó a los hombres de Núñez del Prado, quien estaba ausente en tierras de Famatina, anunciando al día siguiente su autoridad sobre la ciudad.
Independientemente de aquello, Francisco de Aguirre, el 25 de julio de 1553 fundó la ciudad de Santiago del Estero del Nuevo Maestrazgo, por ser el día de Santiago Apóstol bajo cuya advocación se puso la ciudad.

### La colonia
Aunque la Capitanía General de Chile la reivindicaba como propia, la región en 1563 pasó a depender de la Real Audiencia de Charcas dentro del Virreinato del Perú.
En 1564 se creó la Provincia de Tucumán, Juríes y Diaguitas, siendo su primer gobernador Francisco de Aguirre con asiento en Santiago del Estero. Con la creación de la Gobernación del Tucumán en 1566 y del Obispado en 1570, esta región empezó a cobrar importancia.
La gobernación del Tucumán era a un extenso territorio de 700 000 km² que abarcaba de norte a sur el Departamento de Tarija en Bolivia y las actuales provincias de Jujuy, Salta, Catamarca, Tucumán, Santiago del Estero, La Rioja y Córdoba. La ciudad de Santiago del Estero fue la primera capital de esta provincia, y en ella se fundó la primera diócesis en actual territorio argentino. Desde ella se fundaron casi todas las ciudades de la Gobernación del Tucumán, por lo que se le da el nombre honorífico de madre de ciudades.
Pero la ciudad no tuvo el crecimiento de las demás de la provincia. Acosada por las periódicas crecidas del río Dulce, no se desarrolló como se esperaba de una capital de provincia; por lo que la capitalidad pasó a Córdoba y Salta, alternativamente. La diócesis fue trasladada a Córdoba.
Sin embargo, la población rural, muy mestizada, se mantuvo alta. En la época de la Independencia era la tercera de las actuales provincias argentinas en población.
En 1776 el Tucumán pasó a formar parte del recién creado Virreinato del Río de la Plata.
Al subdividirse administrativamente el Virreinato del Río de la Plata, conforme a la Real Ordenanza de Intendentes del 28 de enero de 1782, la actual provincia de Santiago del Estero quedó ubicada dentro de la Intendencia de San Miguel de Tucumán. La Real Cédula del 5 de agosto de 1783, suprimió la Intendencia del Tucumán, con lo cual Santiago del Estero junto con Catamarca, Tucumán, Jujuy, Salta y la Puna de Atacama, pasó a integrar la nueva Intendencia de Salta del Tucumán, con sede gubernativa en Salta. Mientras el resto del territorio formó la Intendencia de Córdoba del Tucumán.

### La independencia
Santiago del Estero apoyó la Revolución de Mayo, pero por diversas razones no tuvo la participación que le hubiera correspondido por su población.
Por decreto del 8 de octubre de 1814, el director supremo Gervasio Antonio de Posadas dividió la Intendencia de Salta del Tucumán y creó la Gobernación Intendencia del Tucumán, con asiento en San Miguel de Tucumán y cuya jurisdicción integraron, además, Catamarca y Santiago del Estero.

### Autonomía provincial
Durante los años 1815 a 1817, la provincia fue sacudida por dos revoluciones dirigidas por el coronel Juan Francisco Borges, que terminaron con su derrota y fusilamiento por orden de Manuel Belgrano; por un tiempo, la autonomía provincial tuvo que esperar.
Tras la disolución del Directorio y del Congreso, el gobernador intendente de Tucumán, coronel Bernabé Aráoz, erigió el 22 de marzo de 1820 la República de Tucumán, integrada por los territorios que formaban la gobernación intendencia (Santiago del Estero, Catamarca y Tucumán), sancionando una Constitución el 6 de septiembre de 1820.
El comandante Juan Felipe Ibarra inició una revolución que declaró la autonomía de la provincia de Santiago del Estero el 27 de abril de 1820:

Nos los representantes de todas las comunidades de este territorio de Santiago del Estero convencidos del principio sagrado que entre hombres libres no hay autoridad legítima sino la que dimana de los votos libres de sus conciudadanos é invocando al Ser Supremo por testigo y juez de la pureza de sus intenciones, declaramos:

1° La jurisdicción de Santiago del Estero uno de los territorios unidos de la Confederación del río de la Plata.

2° No reconocer otra soberanía ni superioridad sino la del Congreso que va á reunirse para organizar la federación.
Parte del Manifiesto autonomista de Santiago del Estero

Ese día un cabildo abierto lo designó gobernador, separándose de la jurisdicción tucumana y uniéndose a las demás provincias argentinas. Aráoz intentó recuperar Santiago del Estero, pero en 1821 fue derrotado por Ibarra.

### Unitarios y federales
Ibarra gobernó la provincia hasta el año de su muerte, en 1851. Durante treinta años, casi sin interrupción, logró mantener la provincia en la órbita del Partido Federal. Venció las sucesivas invasiones lanzadas por sus enemigos por medio de una estrategia de «tierra arrasada», abandonando la capital, cercándola y privándola de agua y alimentos. Todos los invasores debieron abandonarla casi sin combatir. En sus últimos años, fue el apoyo más firme en el Norte Argentino de Juan Manuel de Rosas.
Años más tarde, Santiago del Estero apoyó la Confederación Argentina y dictó su primera Constitución en 1856, pero la mayor parte de su actual territorio permanecía inexplorado.
En 1858 se firmó el tratado de límites con Tucumán.
Durante las décadas de 1850 y 1860, bajo la dirección de Manuel Taboada, sobrino de Ibarra, la provincia fue firmemente aliada del partido unitario y ayudó a su triunfo antes y después de la batalla de Pavón; el presidente Bartolomé Mitre debió mucho de su éxito en unificar el país a Taboada. Pero la muerte de este en 1871 causó el comienzo de la decadencia política de la provincia, que dejó de tener influencia alguna en el gobierno nacional.

### Últimos años

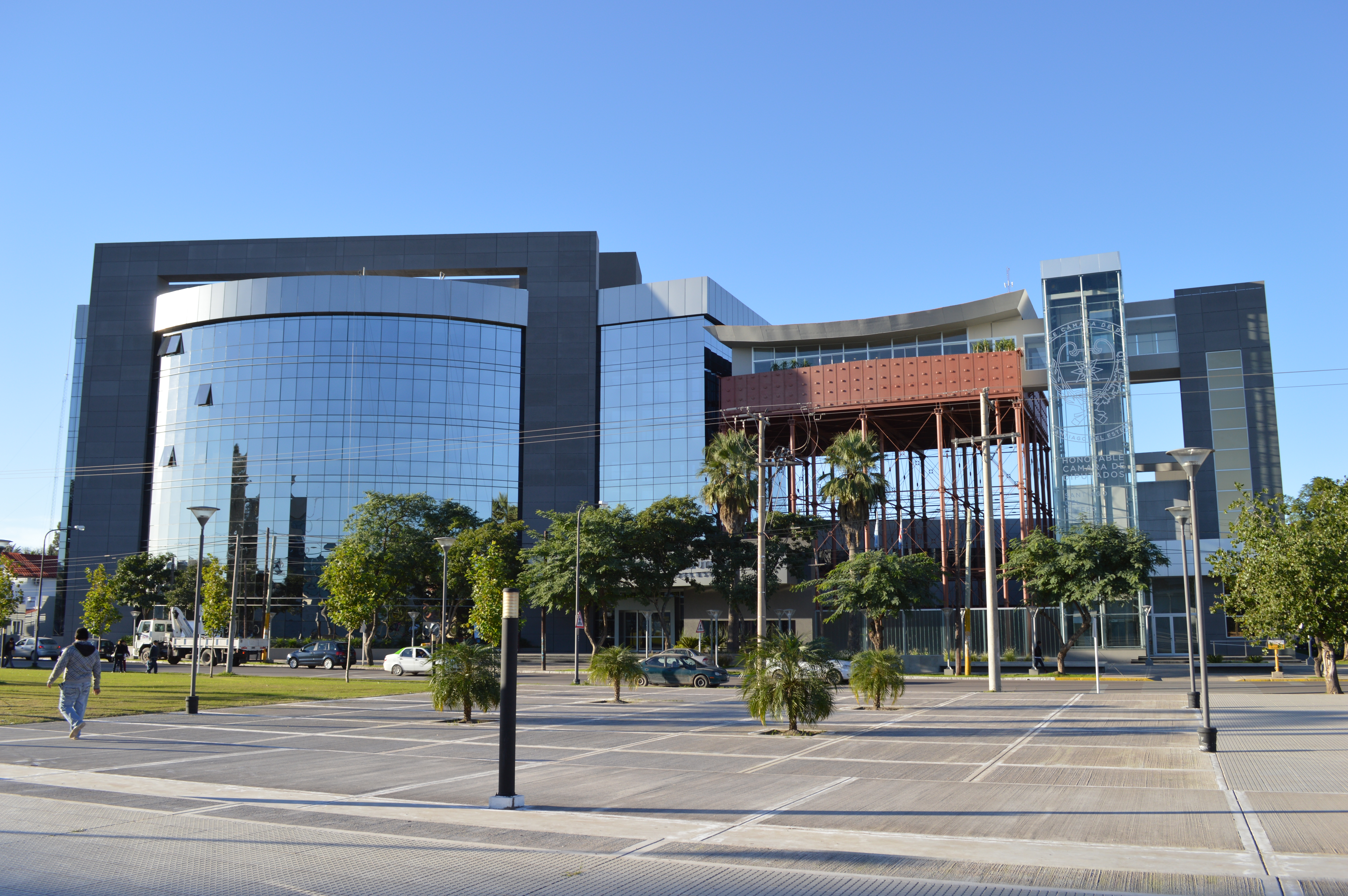
Poder legislativo provincial de Santiago del Estero.

Luego del golpe de Estado de 1955, que derrocó al presidente constitucional Juan Domingo Perón, la mayor parte de los dirigentes de este partido pasaron a la clandestinidad o al exilio. En este proceso, denominado «la Resistencia Peronista», nace en Santiago del Estero la primera guerrilla argentina, los Uturuncos.
Hacia fines de la década de 1950, un intelectual santiagueño, Mario Roberto Santucho funda lo que sería el embrión de la mayor guerrilla política de los años por venir, el Ejército Revolucionario del Pueblo (ERP).
Se suceden gobiernos ilegítimos por la proscripción del peronismo, partido mayoritario, hasta 1973, año en que gana las elecciones el candidato peronista: Carlos Arturo Juárez. Le toca gobernar en un período acuciado por las luchas armadas en la Argentina y finalmente es derrocado por un golpe militar.
En Santiago del Estero la represión también se ensaña con los jóvenes, perseguidos por las fuerzas policiales y militares, torturados y asesinados. Se calcula que hubo unos doscientos desaparecidos en esta provincia durante la dictadura militar (1976-1983).
Finalmente la dictadura declina, y debe llamar a elecciones en las que triunfa nuevamente el candidato peronista, Carlos Arturo Juárez. En las últimas décadas del siglo XX y los primeros años del siglo actual, la provincia estuvo bajo el férreo control del gobierno personalista y autoritario de Carlos Arturo Juárez. Desde que fuera elegido por primera vez en 1948, Júarez dominó la política local con escasas interrupciones, ya sea directamente o a través de testaferros políticos.
Al finalizar su quinto mandato, siendo ya muy anciano para gobernar, el viejo caudillo llevó al triunfo en las elecciones de 2002 a una fórmula en que su esposa, Mercedes «Nina» Aragonés de Juárez, era la vicegobernadora. Pero el gobernador titular, Carlos Díaz, fue presionado a renunciar, asumiendo el mandato la esposa del caudillo.
A poco de asumir, un hecho policial que salpicó al entorno juarista, despertó el interés del gobierno y los medios de comunicación nacionales, contribuyendo a correr el velo que ocultaba el grave deterioro institucional de la provincia. Todos estos acontecimientos enmarcaron lo que fue «El Santiagueñazo». Por este motivó el Gobierno Nacional decretó la intervención de la provincia mediante la ley 25881, promulgada el 1 de abril de 2004. Nina Juárez fue destituida y fue encarcelada junto con su esposo, bajo cargos de corrupción. Como interventor fue designado Pablo Lanusse, que asumió el 2 de abril de 2004.
Luego de un año de intervención federal, se logró revertir las irregularidades en la violación a los derechos humanos. En febrero de 2005 se convocó a elecciones para renovar las autoridades provinciales, resultando electo como gobernador el radical Gerardo Zamora, quien asumió el 23 de marzo de ese año.

## Los límites de la provincia
El territorio nacional del Gran Chaco con capital en Villa Occidental fue creado el 31 de enero de 1872 mediante un decreto del presidente Domingo Faustino Sarmiento nombrando al comandante de las fuerzas argentinas acantonadas en Asunción, Julio de Vedia, como gobernador. En octubre del mismo año, el Congreso Nacional ratificó el decreto del P.E.N. a través de la sanción de la Ley n.º 576. Los límites del territorio, que no fueron mencionados en el decreto ni en la ley se extendían aproximadamente desde el Río Salado al sur, hasta el río Verde al norte. Hacia el oeste, no estaban definidos pero incluían la mitad oriental de la actual provincia de Santiago del Estero.
Los límites fueron precisados por la Ley n.° 1532, del 16 de octubre de 1884, llamada «De Organización de los Territorios Nacionales», el Gran Chaco quedó dividido en dos gobernaciones: la de Formosa, al norte del río Teuco-Bermejo y la del Chaco al sur de ese curso de agua. Para este último establecía los siguientes límites:

Por el Este los ríos Paraguay y Paraná, desde la desembocadura del Bermejo en el primero, hasta la boca del arroyo del Rey en el segundo. Por el Sur y Oeste las siguientes líneas: el arroyo del Rey hasta encontrar el Paralelo 28° 15', este mismo paralelo y una línea que partiendo de San Miguel, sobre el Salado, pase por Otumpa, hasta encontrar el paralelo mencionado. Por el Norte una línea que partiendo de las Barrancas, sobre el río Salado, pasa por la intersección de la línea rumbo sur del Fuerte Belgrano con el Bermejo.

Por la Ley Nacional n.° 1894 del 13 de noviembre de 1886, se aprobó el Convenio de Límites Interprovincial, firmado el 15 de septiembre de ese año en Buenos Aires, entre las provincias de Santa Fe y de Santiago del Estero que delimitó completamente las fronteras entre ambas provincias.
Por la Ley n.° 4141 del 7 de noviembre de 1902 se le adjudica una importante extensión del Territorio Nacional del Chaco, adquiriendo la provincia los límites actuales.
Por el Decreto-Ley n.° 22312 del 31 de octubre de 1980, se aprobó el Convenio Interprovincial entre Santiago del Estero y Tucumán, que fijó los límites entre ambas provincias y que había sido firmado previamente en Termas de Río Hondo. Poniendo fin a un conflicto secular.
El 18 de diciembre de 1979, los gobernadores militares de Salta y de Santiago del Estero, firmaron un Convenio de Límites Interprovinciales en la ciudad de Rosario de la Frontera. Mediante este convenio, se delimitó completamente el límite geográfico entre ambas provincias. Posteriormente, el gobierno nacional promulgó el Decreto-Ley n.° 22347 del 2 de diciembre de 1980 aprobando el convenio.
El 18 de abril de 1983, el gobierno militar promulgó el Decreto-Ley n.° 22789, definiendo completamente el límite territorial con la provincia de Córdoba.

### Conflicto de límites con Catamarca
Las provincias de Catamarca y de Santiago del Estero mantienen un diferendo limítrofe en la zona de la localidad de Las Palmitas, la cual de acuerdo con la Ley Nacional n.° 22742 promulgada por el gobierno militar el 14 de febrero de 1983 y que define completamente el límite entre ambas, debería formar parte de Santiago del Estero en el Departamento Choya, pero tiene estafeta postal, oficina de Registro Civil, destacamento policial, posta sanitaria y escuelas que dependen de la provincia de Catamarca, que reclama ese territorio como propio. La Constitución de la provincia de Catamarca desconoce expresamente el Decreto-Ley n.° 22742, mientras que la Constitución de Santiago del Estero la reconoce expresamente en la cláusula transitoria cuarta.

Ratifícanse los límites de la Provincia de Santiago del Estero con la Provincia de Córdoba, Catamarca, Tucumán y Salta, fijados por las Leyes Nacionales Números
. 22.789/83, 22.742/83, 22.310/80 y 22.347/80, respectivamente.

## Geografía

### Relieve

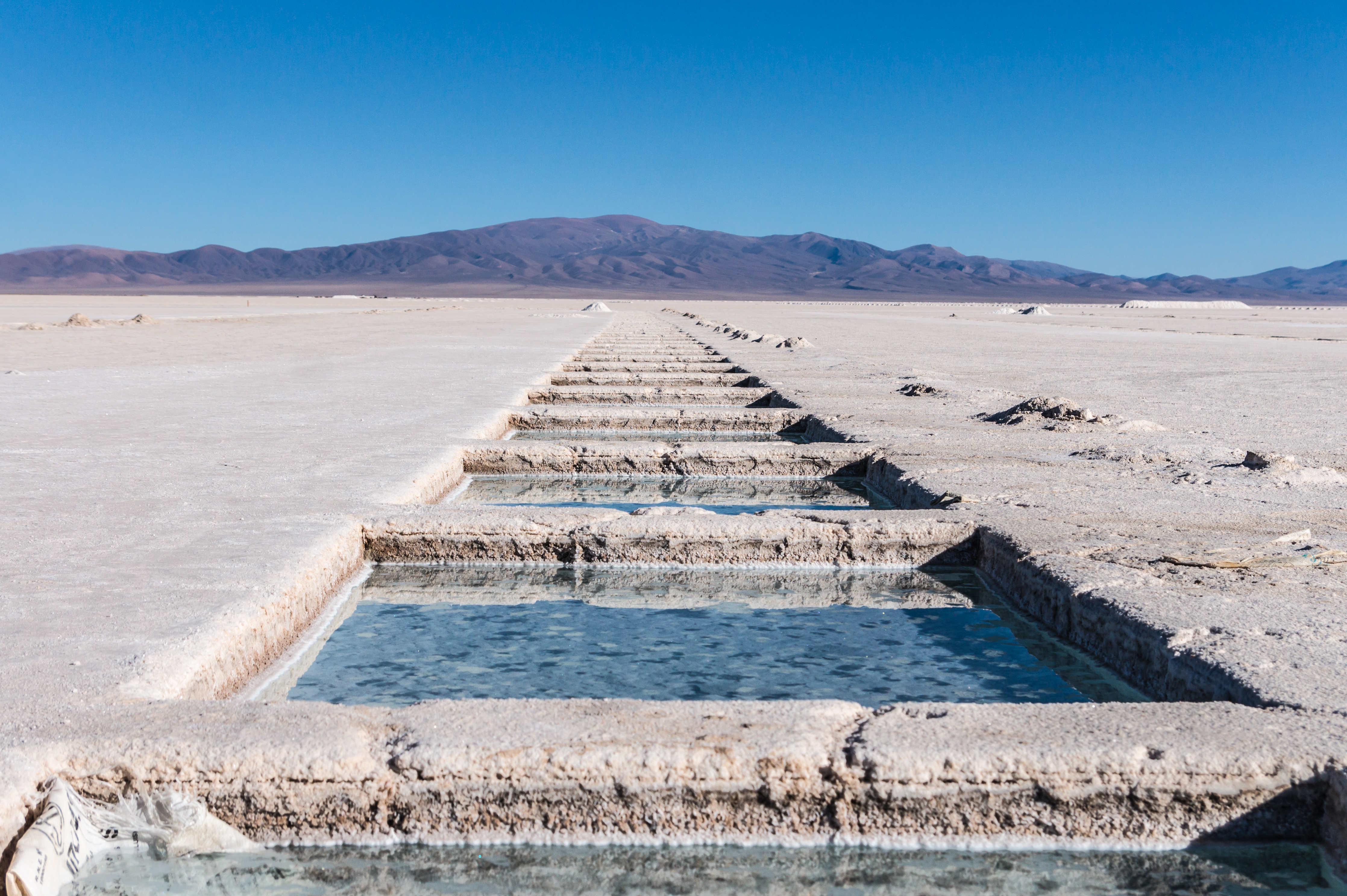
Salinas Grandes, compartidas con Córdoba, es un extensísimo salar de 8900 km²; si a esto se le suman las casi inmediatas Salinas de Ambargasta, se convertiría, con 30 000 km², en el mayor salar de la Tierra.

Se encuentra incluida, casi totalmente, en la llanura chaqueña austral. La mayor parte presenta relieve muy llano (aunque prístinamente tapizado por las densas cubiertas forestales) con algunas áreas deprimidas. Sólo una pequeña parte de su territorio, al sur y al oeste, ingresa dentro del ámbito de las Sierras Pampeanas con pequeñas lomadas como las de las sierras de Guasayán y sierra de Choya (al oeste) y Sierras de Ambargasta (al sudoeste, compartidas con Córdoba), más al suroeste, en los límites con Córdoba y Catamarca se encuentra una deprimida cuenca endorreica caracterizada por su aridez y la existencia de enormes salares como los del conjunto Salinas Grandes y Salinas de Ambargasta, mientras que al sudeste se encuentran áreas más deprimidas, con humedales que desembocan en la gran Laguna de Mar Chiquita o Mar de Ansenuza y las lagunas asociadas a los cráteres meteoríticos del Campo del Cielo, mientras que al noreste de la provincia corresponden zonas del Chaco Impenetrable.

### Sismicidad
La sismicidad del área de Santiago del Estero es frecuente y de intensidad baja, y un silencio sísmico de terremotos medios a graves cada 40 años.
El 4 de julio de 1817 (207 años), sismo de 1817 de 7,0 Richter, con máximos daños reportados al centro y norte de la provincia, donde se desplomaron casas y se produjo agrietamiento del suelo, los temblores duraron alrededor de una semana. Se estimó una intensidad de VIII grados Mercalli. Hubo licuefacción con grandes cantidades de arena en las fisuras de hasta 1 m de ancho y más de 2 m de profundidad. En algunas de las casas sobre esas fisuras, el terreno quedó cubierto de más de 1 dm de arena.
Área de sismicidad media, con 5,5 Richter hace 27 años, otro de mayor cimbronazo hace 47 años con 7,0 Richter.

### Clima

Mapa climático de la provincia de Santiago del Estero según la clasificación climática de Köppen.

Toda la provincia de Santiago del Estero posee clima semitropical continental con estación seca, que se caracteriza por tener temperaturas bastante extremas y precipitaciones de abundantes a suficientes concentradas en verano. Una característica peculiar del clima es la presencia de algunos días con temperaturas anormales para la estación, por ejemplo máximas de 40 °C en pleno invierno, o temperaturas que no pasan de 30 °C en el verano. También puede decirse que la provincia es de extremos, con marcas cercanas a los 50 °C en el norte y 3 °C en el sur. Además debido a la lejanía del mar se acentúa la continentalidad, lo que resulta en baja humedad ambiental y diferencias entre el día y la noche que pueden superar fácilmente los 20 °C. La provincia se ve afectada regularmente por sequías, ya que en general las precipitaciones son escasas y prácticamente limitadas solo al verano.

### Flora

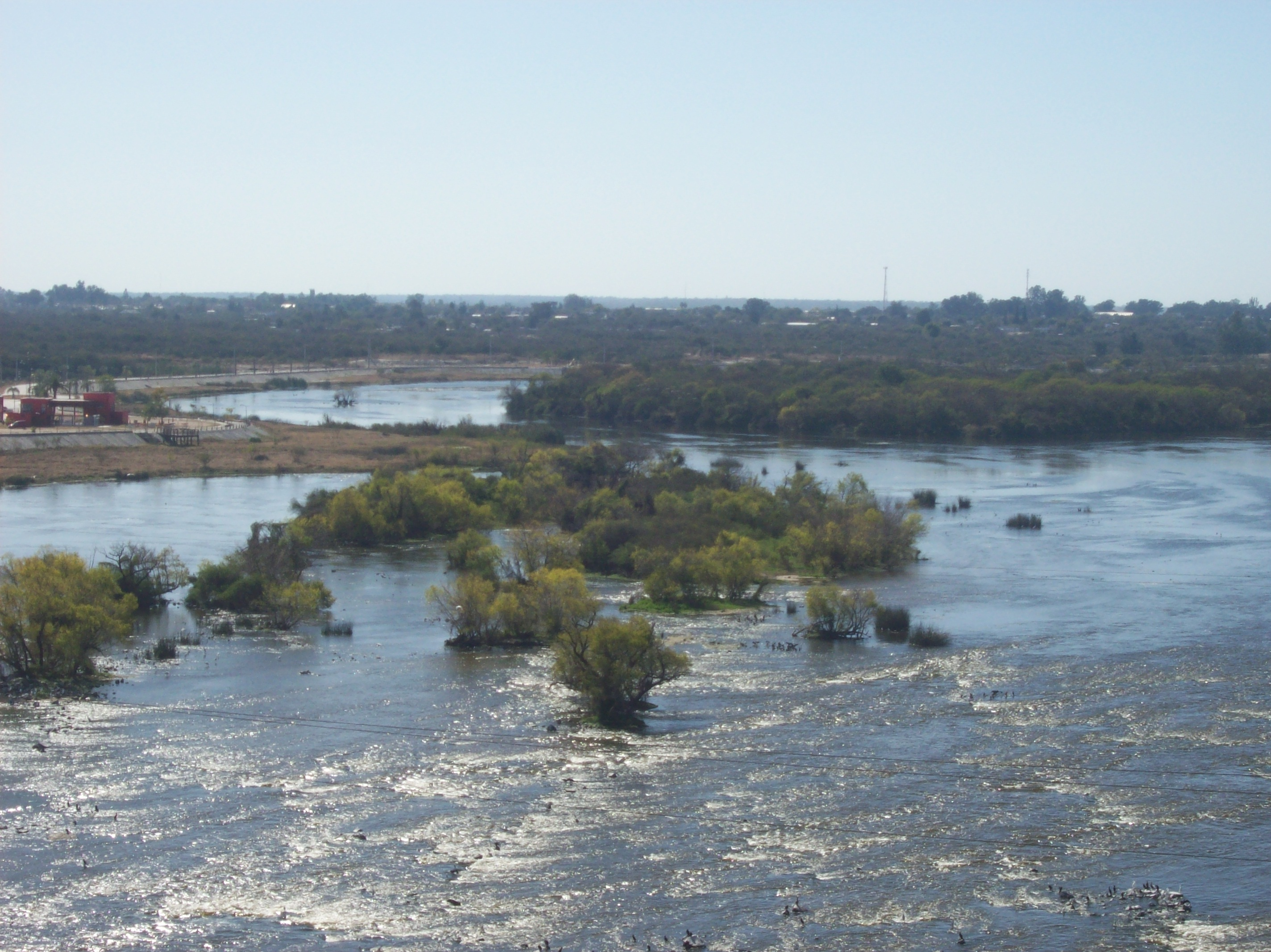
Río Dulce en Termas de Río Hondo.

El bioma natural predominante corresponde al bosque chaqueño, más exactamente la subregión del Chaco Austral, fuertemente modificado por la influencia del hombre. Entre las especies propias de la zona están: el algarrobo, el quebracho blanco y el colorado, el lapacho, el chañar, el mistol y el espinillo.
Los desmontes, talas y deforestaciones en general, máxime las provocadas para el cultivo industrial de soja transgénica o para la extensión de la frontera ganadera (caprinos y vacunos) ha conllevado preanuncios graves de incipiente desertificación, entre estos se nota un empobrecimiento de la vegetación clímax, una disminución de la materia orgánica de los suelos, un ascenso de napas freáticas con salitre e incluso arsénico (gran parte de las aguas de pozo de esta provincia se encuentra contaminada por arsénico), una evidencia de la incipiente desertificación es el encostramiento de suelos y el raleado de la vegetación siendo substituida muchas veces por las xerófilas y psamófilas como el vinal o cactáceas como el quimil.

### Fauna
La fauna autóctona ha sido intensamente depredada a lo largo del siglo XX, habiendo desaparecido los yaguares (o «tigres»), ocelotes, tapires, yacarés, guanacos, y siendo muy raros de ver los pecaríes, yaguarundís, ciervos de los pantanos, guazuvirás, guazunchos, mazamas, aguaraguazús, osos hormigueros. En el territorio de esta provincia se encuentra uno de los límites meridionales de los monos platirrinos como el carayá y el mono capuchino y de los perezosos, pero la masiva destrucción de su hábitat los ha hecho casi desaparecer durante el pasado siglo XX; por otra parte aún se encuentran pumas, tortugas terrestres, pavas de monte, charatas, diversas especies de armadillos, comadrejas, aguarachays, zorros colorados, vizcachas, tapetíes, zorrinos, coipos, flamencos, halcones peregrinos, chimangos, lechuzas, caranchos, jotes, aguiluchos, loros habladores, loros barranqueros, cardenales, sietecolores, tordos, gatos monteses, apereás (cuises), ofidios como la yarará, la víbora de coral, la cascabel o las boas como la curiyú (comestible merced a su delicada y grata carne), la   lampalagua, o lagartos como el lagarto overo, la iguana y las lagartijas, siendo aún importante la presencia de las aves corredoras como el ñandú (o surí).

### Recursos hídricos
En las áreas deprimidas se forman lagunas y bañados, llamados localmente esteros, entre los que se destacan con los que acompañan el curso del río Salado, el bañado de Figueroa y el de Añatuya. También en el curso del río Dulce hay zonas bajas y anegadizas, lo que ha formado los ríos Saladillo, Utis y Viejo.
En las regiones serranas del noroeste provincial están los ríos Horcones y Urueña que nacen en el sur de Salta; en Choya, por su parte, se encuentra el río Albigasta, que nace en la sierra de Ancasti en el este catamarqueño.
Existen además numerosos arroyos que nacen en las sierras de Guasayán, Ambargasta y Sumampa.
El río Dulce es aprovechado para riego a través de una vasta red de canales y acequias: Canal San Martín, Canal Jume Esquina y el subsistema de Canales Menores.
Por su parte, el Salado es aprovechado a través de otra gran red de canales para abastecer a poblaciones del Chaco santiagueño alejadas de los cursos de agua: Canal de Dios y sus ramales Canal Virgen del Carmen, Canal Campo Gallo-Granadero Gatica y Canal al Desierto; Canal de la Patria con ramales a Las Tinajas, Quimilí, Weisburd y Aerolito; canales del subsistema de riego Figueroa y Jume Esquina.
A la llegada de los conquistadores, y a la vera del Río Dulce, se encontraban poblaciones sedentarias de toconotés que aprovechaban los periodos de inundación/sequía (casi tal como lo hacían los rome o antiguos egipcios) para realizar siembras con abundantes cosechas: durante los inviernos (secos) sembraban, durante el verano (especialmente entre diciembre y enero) los valles de inundación quedaban someramente anegados por el Río Dulce que les fertilizaba con tarquín o una capa de cieno que enriquecía el humus del extenso valle, al finalizar la inundación en otoño (abril) se obtenían naturalmente pingües cosechas entre las que descollaban las del maíz (de procedencia andina) y la mandioca (de procedencia amazónica), además del algodón que ya se usaba para una incipiente industria textil y para alimentar a las aves de corral.

## Demografía

Pirámide de población de Santiago del Estero, según el Censo de 2022.

Evolución histórica de la población de la provincia:
- 1778: 15 456 hab.[19]
- 1783: 32 500 hab.[20]
- 1820: 50 000 hab.[21]
- 1847: 50 000 hab.[22]
- 1853: 60 000 hab.[22]
- 1863: 112 000 hab.[23]
- 1869: 132 898 hab.[24]
- 1895: 161 502 hab.[25]
- 1914: 261 678 hab.[26]
- 1947: 479 473 hab.[26]
- 1960: 476 503 hab.[26]
- 1970: 495 419 hab.[26]
- 1980: 594 920 hab.[26]

Según estimaciones del INDEC para junio de 2007 la población era de 856 739 habitantes.
- Censo 1991: 671 988 habitantes (Indec, 1991) (población urbana: 467 773 habitantes (Indec, 1991)), (población rural: 204 215 habitantes (Indec, 1991)).
- Censo 2001: 804 457 habitantes (Indec, 2001) (población urbana: 597 189 habitantes (Indec, 2001), población rural: 207 268 habitantes (Indec, 2001)).
- Censo nacional 2010: 911 506 hab.
- Censo nacional 2022: 1 054 028 hab.

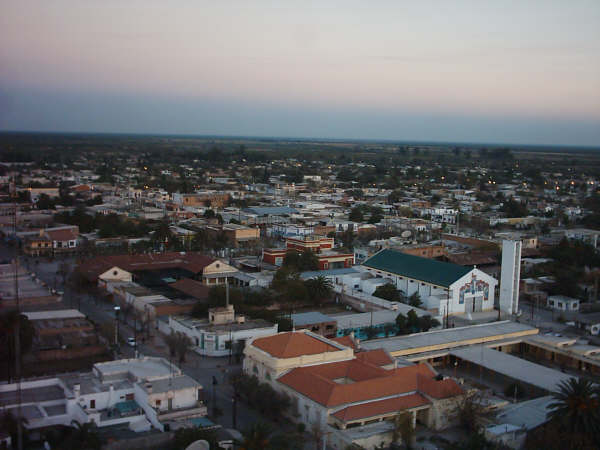
Añatuya.

| Gráfica de evolución demográfica de Santiago del Estero entre 1869 y 2022 |
|                                                                           |

### Principales ciudades

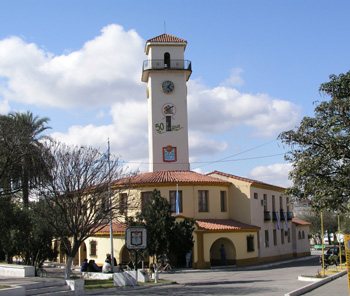
Edificio de gobierno de Termas de Río Hondo.

1. Santiago del Estero - La Banda (360 923 hab.) principal aglomerado de la provincia. Santiago del Estero es la capital provincial y su centro político-administrativo. La Banda, satélite de la capital, es una ciudad comercial y residencial.
2. Termas de Río Hondo (37 734 hab.) importante centro turístico de invierno, famosa por sus aguas termales.
3. Frías (33 557 hab.) ubicada en el sudoeste, muy cerca del límite con la provincia de Catamarca.
4. Añatuya (29 746 hab.) centro de una región agrícola dedicada a la soja y el maíz.
5. Quimilí (19 035 hab.) ubicada en el departamento Moreno.
6. Monte Quemado (17 316 hab.) ubicada en el departamento Copo.
7. Fernández (14 758 hab.) localidad cercana a la capital.[27]
8. Loreto (14 549 hab.) ubicada en el departamento Loreto.
9. Clodomira (12 618 hab.) ubicada en el departamento Banda.
10. Suncho Corral (9 287 hab.) ubicada en el departamento Juan F. Ibarra.

### Población indígena
La población indígena y descendiente de indígenas que se agrupa en comunidades reconocidas por el Instituto Nacional de Asuntos Indígenas se distribuye de la siguiente manera:
Tonocoté20 comunidades en los departamentos:
- Avellaneda (6)
- San Martín (11)
- Figueroa (3)

Vilela3 comunidades en los departamentos:
- Juan Felipe Ibarra (1)
- Moreno (2)

Lule-vilela3 comunidades en los departamentos:
- Pellegrini (2)
- Copo (1)

Guaycurú2 comunidades en el Departamento Juan Felipe Ibarra.
Sanavirón5 comunidades en los departamentos:
- Mitre (2)
- Aguirre (3)

Otras comunidades se hallan en proceso de formación y de recuperación de su identidad:
Quechua12 ayllus (comunidades) en los departamentos Atamisqui, Loreto, Choya y Guasayán.
De acuerdo con las investigaciones de los hermanos Emilio y Duncan Wagner, habría existido en esta región una cultura milenaria, a la cual ellos denominaron Civilización Chaco-Santiagueña. Los originarios encontrados por los europeos en el siglo XVI, habrían sido sólo remanentes tardíos de aquellas antiguas comunidades originales.

## Economía
La explotación forestal es la actividad económica más importante de la provincia. Los bosques -más del 50% del territorio- producen el mayor volumen de madera del país. Muchos obrajes preparan durmientes, leña, carbón vegetal, rollizos y postes. La agricultura y la ganadería, en gran desarrollo, tienen su asiento principalmente entre los ríos Salado del Norte y Dulce. Gracias al riego se cultiva trigo, maíz, alfalfa, lino, algodón y frutales. El ganado más abundante es el caprino. En escala más reducida hay bovinos, lanares, caballares, porcinos y asnales. La producción minera está representada por cal, yeso, granito, sal, manganeso y mármol. Además de la producción de carbón vegetal y madera, hay fábricas de cemento y elaboradoras de cal.

### Turismo
- Bañados de Figueroa
- Embalse de Río Hondo
- Festival de la Tradición Añatuya
- Festival Selva Portal del Noa
- Para Yacu
- Parque nacional Copo
- Salinas de Ambargasta
- San Pedro de Guasayán (Termas)
- Sierras de Sumampa
- Termas de Río Hondo
- Villa la Punta
- Villa Ojo de Agua

- festival de sumampa
- festejos de la virgen de consolacion (sumampa)

## Cultura

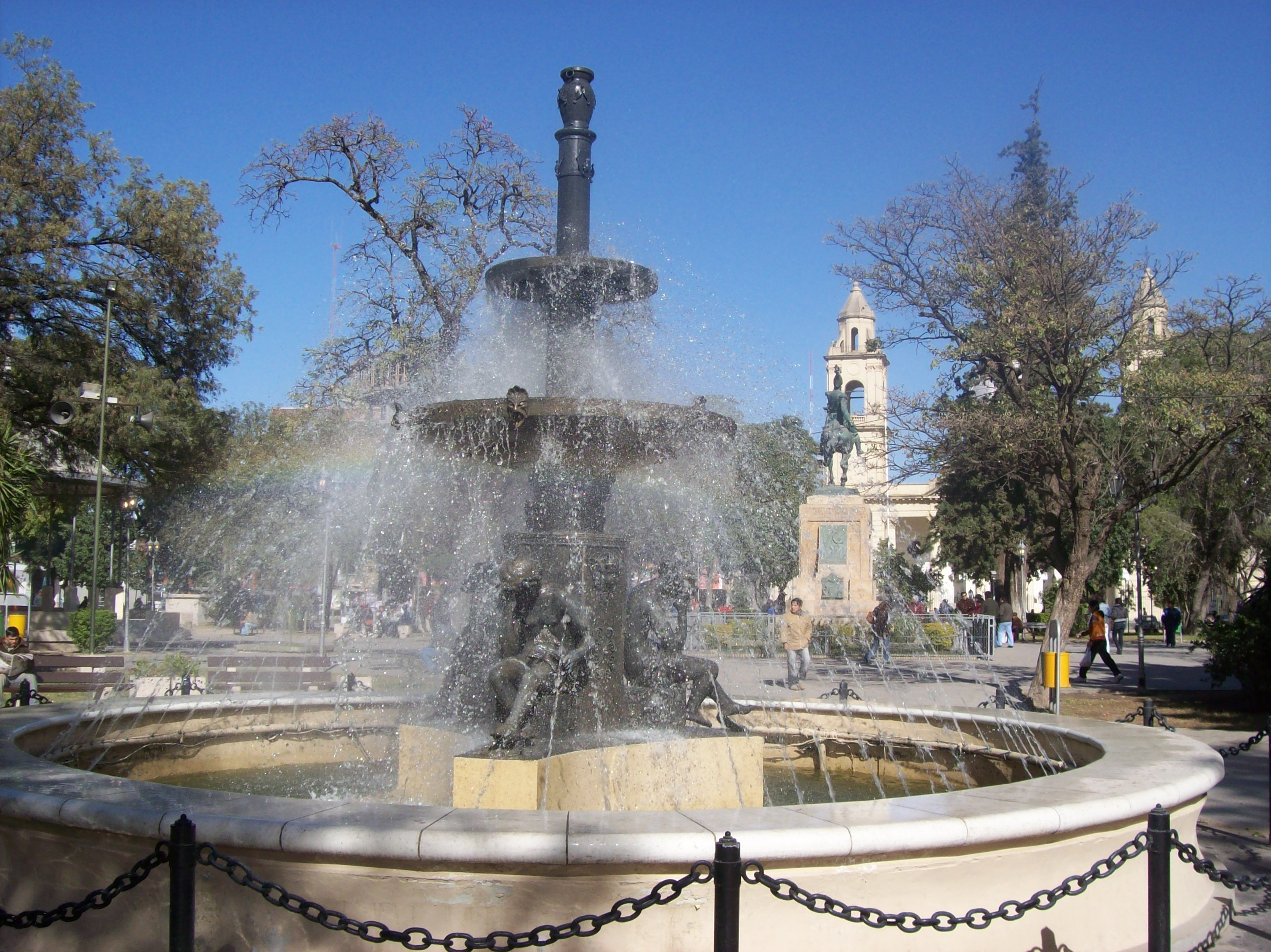
Plaza Libertad en Santiago del Estero.

La cultura de Santiago del Estero es una densa imbricación entre los más profundos mitos de las tradiciones aborígenes originarias y la civilización medieval europea, impuesta por los españoles.[cita requerida]
En Santiago del Estero, se habla el quichua, una variedad del quechua sureño, la cual se emplea en 14 de los 27 departamentos de la provincia, con un número estimado de 300 000 hablantes. Se habla en los departamentos de Figueroa, Moreno, Robles, Sarmiento, Brigadier J. F. Ibarra, San Martín, Silípica, Loreto, Atamisqui, Avellaneda, Salavina, Quebrachos, Mitre, Aguirre, y el occidente del departamento Taboada.
Aunque el Tawantin Suyu nunca llegó a extenderse al este de la sierra del Aconquija, y por ende nunca se extendió al territorio de la provincia de Santiago del Estero, se notan influjos culturales ocurridos entre ca. 1480~1535, sin embargo lo que más incidió para la difusión de rasgos de la cultura quechua (entre estos, principalmente el idioma) fue la actividad de los conquistadores españoles y, más aún, la de los misioneros que utilizaron como lengua vehicular en el NOA, Cuyo e incluso Córdoba, el quichua muy prestigiado ente las poblaciones autóctonas. En Santiago del Estero actualmente una parte de la población habla un dialecto del quechua sureño (o runa simi) llamada el quichua.
Santiago del Estero ha dotado a la Argentina de importantes escritores, como Bernardo Canal Feijóo, Clementina Rosa Quenel, Orestes Di Lullo, Ricardo Rojas, Jorge Washington Ábalos, Julio Carreras (h), Alberto Alba, Walter Faila, Alberto Tasso o Carlos Virgilio Zurita, entre otros. También músicos como Peteco Carabajal, Domingo Cura, Roberto Cantos, Julio Paz,  Humberto Carfí, los Hermanos Ábalos, Alfredo Ábalos, Raly Barrionuevo, Jacinto Piedra, Marcelo Perea, Andrés Chazarreta, Manuel Gómez Carrillo, Oscar Segundo Carrizo, Inés Gómez Carrillo, Pablo Trullenque, Carlos Carabajal, Roberto Hugo Carrizo, Homero Manzi,  Armando Carrizo entre muchos otros. Y pintores, como Mateo Martín López, Ramón Gómez Córnet, Besares Soraire, Carlos Sánchez Gramajo, Alfredo Gogna, Ricardo y Rafael Touriño, Alejandro Díaz, Luis Farías, Mario Martínez.
Un aporte decisivo a la cultura y las ciencias arqueológicas y antropológicas, la hicieron los hermanos Emilio y Duncan Wagner. De origen francés, se radicaron en esta provincia a principios del siglo XX. Sus investigaciones arqueológicas descubrieron una vasta civilización aborigen, a la cual denominaron «Cultura Chaco-Santiagueña». Debido a ello, el gobierno de Francia los galardonó con la Legión de Honor, en el grado de Caballeros.

### Folklore

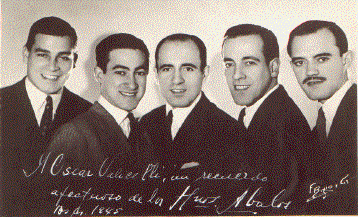
Los Hermanos Ábalos, cuyos discos de folklore se han vendido bien en toda Sudamérica desde su debut en 1952.

Santiago del Estero constituye un referente de la música folklórica del País. La vasta producción de compositores, cantautores, poetas y músicos, le han otorgado el apelativo de «cuna del folklore».
En las fiestas, sean populares, tradicionales o religiosas, la música folklórica es el eje transversal. A través de ella se entrelazan música, danza, mitos, leyendas, artesanías, costumbres y tradiciones.
Entre las más importantes se encuentran:
- Festival de la Canción, Sumampa
- Festival de la Chacarera, en la ciudad capital
- Festival de la Salamanca, en La Banda
- Festival de la Tradición, en Añatuya
- Festival de las Teleras, Loreto
- Festival del Artesano, en Ojo de Agua
- Festival del Bombo, en Frías
- Festival del Queso Copeño, en Monte Quemado
- Festival del Rosquete, en Loreto
- Festival del Violinero, en la ciudad capital
- Festival Nacional del Canasto, en Las Termas
- Fiesta de Nuestra Señora de la Consolación, Sumampa

También son tradicionales; el cumpleaños de Elpidio Herrera (en Atamisqui) y el cumpleaños de doña Luisa Carabajal (en el barrio Los Lagos de La Banda).

### Gastronomía
La gastronomía de Catamarca está relacionada con la Argentina, aunque cuenta con sus particularidades que construyen su propio estilo, como la Mazamorra, Tamales, Locro, Maíz Tostado, Humita, Carbonada y empanadas santiagueña.
Cuenta con una gran variedad de productos donde están presentes en muchos de sus platos, como el cabrito, vizcacha, maíz, zapallo, tuna, entre otros.

## Deporte
El club de fútbol más destacado de Santiago del Estero es el Club Atlético Central Córdoba, que jugó dos ediciones del Campeonato Nacional, siete de Primera B Nacional, y además de ganar la Copa Argentina en la edición del 2024. Actualmente se encuentra jugando en la máxima categoría del fútbol argentino.
Pero también se encuentra el Club Atlético Mitre que supo destacarse con anterioridad a Central Córdoba siendo este el Primer Representante de Santiago del Estero a nivel Nacional e Internacional y el Club Atlético Güemes habiendo jugado torneos nacionales. Ambos se encuentran en la segunda categoría del fútbol argentino. 
La Asociación Atlética Quimsa y el Club Ciclista Olímpico son los principales clubes de básquet de la provincia. Quimsa ganó la Liga Sudamericana de 2009 y la Liga Nacional de Básquet de 2014/15, mientras que Olímpico ha resultado sexto en la Liga Nacional.
El Autódromo Internacional de Termas de Río Hondo, inaugurado en 2008, ha albergado el Gran Premio de Argentina del Campeonato Mundial de Motociclismo y fechas del Campeonato Mundial de Turismos, además del Turismo Carretera, el TC2000 y el Top Race entre otras categorías nacionales de automovilismo.

## División territorial y administrativa
Santiago del Estero se encuentra dividido en 27 departamentos. Según el Censo 2022, la población de la provincia era de 1 060 906 habitantes.Censo 2022. Los datos de superficie corresponden al informe producido por el Instituto Geográfico Nacional.
| Mapa | Departamento          | Superficie (km²) | Población (2022) | Cabecera              | Otras localidades y municipios |
| ---- | --------------------- | ---------------- | ---------------- | --------------------- | --- |
|      | Aguirre               | 4099,6           | 8970             | Pinto                 | Argentina Casares Malbrán |
|      | Alberdi               | 12 899,4         | 20 104           | Campo Gallo           | Donadeu Huachana Sacháyoj Santos Lugares |
|      | Atamisqui             | 2415,5           | 14 903           | Villa Atamisqui       | Estación Atamisqui Hoyón Juanillo Medellín                                                                                                  |
|      | Avellaneda            | 3811,6           | 25 476           | Herrera               | Colonia Dora Icaño Lugones Punta Pozo Real Sayana Villa Mailín                                                                              |
|      | Banda                 | 3461,1           | 170 651          | La Banda              | Clodomira Abra Grande Antajé Ardiles Cañada Escobar Chaupi Pozo El Aibe Estación Simbolar Los Quiroga La Aurora La Dársena Negra Muerta     |
|      | Belgrano              | 3338,1           | 10 813           | Bandera               | Cuatro Bocas Fortín Inca Guardia Escolta |
|      | Choya                 | 6196,6           | 43 736           | Frías                 | Choya Laprida Tapso Villa La Punta |
|      | Copo                  | 13 058,8         | 35 741           | Monte Quemado         | Pampa de los Guanacos Ahí Veremos El Caburé Los Pirpintos San José del Boquerón Villa Matoque                                               |
|      | Figueroa              | 7115,9           | 20 270           | La Cañada             | Bandera Bajada Caspi Corral - San Antonio Colonia San Juan La Cañada La Invernada Vaca Huañuna Villa Figueroa                               |
|      | General Taboada       | 6056,6           | 46 508           | Añatuya               | Los Juríes Averías Estación Tacañitas La Simona La Nena Tomás Young                                                                         |
|      | Guasayán              | 2662,9           | 9255             | San Pedro de Guasayán | Doña Luisa Guampacha Lavalle Santa Catalina Villa Guasayán                                                                                  |
|      | Jiménez               | 5579,7           | 18 625           | Pozo Hondo            | El Arenal El Bobadal El Charco Gramilla Tres Cruces                                                                                         |
|      | Juan Felipe Ibarra    | 9253,1           | 20 589           | Suncho Corral         | El Colorado El Cuadrado Matará Melero Pozo del Toba San Antonio - Roldán Vilelas Yuchán                                                     |
|      | Juan Francisco Borges | 2124,6           | 330 112          | Santiago del Estero   | El Deán Remes San Benito San Pedro Santa María Sol de Mayo El Zanjón Maco Maquito Mal Paso Puestito San Antonio Yanda Vuelta de la Barranca |
|      | Loreto                | 3117,2           | 24 060           | Loreto                | La Noria San Vicente Sauce Solo Tío Pozo |
|      | Mitre                 | 3391,4           | 1440             | Villa Unión           | Fuerte Esperanza Abras Unión Captaros Porongos                                                                                              |
|      | Moreno                | 16 423,8         | 40 460           | Quimilí               | Tintina Amamá Pampa Pozo Santo Domingo Granadero Gatica Las Tinajas Libertad Lilo Viejo - Patay Otumpa Villa Brana Weisburd                 |
|      | Ojo de Agua           | 6400,2           | 15 116           | Villa Ojo de Agua     | Sol de Julio El 49 Ambargasta |
|      | Pellegrini            | 6926,9           | 26 193           | Nueva Esperanza       | Ahí Veremos Campo Grande El Mojón Las Delicias Pozo Betbeder Quebracho Coto Rapelli Santo Domingo Villa Mercedes                            |
|      | Quebrachos            | 3954,5           | 12 354           | Sumampa               | Ramírez de Velazco |
|      | Río Hondo             | 2048,3           | 66 761           | Termas de Río Hondo   | Acos - Pozo del Arbolito Amicha Colonia Tinco El Sauzal Lescano Los Núñez Los Ovejero Pozuelos Sotelo Villa Río Hondo Vinará                |
|      | Rivadavia             | 3363,6           | 5315             | Selva                 | Colonia Alpina Palo Negro |
|      | Robles                | 1355,3           | 54 015           | Fernández             | Beltrán Ingeniero Forres Colonia El Simbolar Los Romanos - Santo Domingo Vilmer Villa Hipólita Villa Robles                                 |
|      | Salavina              | 3171,8           | 12 787           | Los Telares           | Chilca Juliana La Paliza Sabagasta Vaca Human Villa Salavina                                                                                |
|      | San Martín            | 1792,9           | 11 848           | Brea Pozo             | Átoj Pozo Estación Robles Estación Taboada Villa Nueva                                                                                      |
|      | Sarmiento             | 1684,0           | 5038             | Garza                 | Matará Sauce Bajada Guaype |
|      | Silípica              | 1230,6           | 9766             | Árraga                | Nueva Francia Manogasta Villa Silípica |

### Límites
| Noroeste: Salta            | Norte: Chaco | Nordeste: Chaco        |
| Oeste: Tucumán / Catamarca |              | Este: Chaco / Santa Fe |
| Suroeste: Catamarca        | Sur: Córdoba | Sureste: Santa Fe      |